# Anna Iwanowna Surajewa
Anna Iwanowna Surajewa (russisch Анна Ивановна Сураева; * 21. Oktober 1990 in Nowosibirsk) ist eine russische Biathletin.
Anna Surajewa wurde zunächst von Rjasanowa Elena Alexandrowa, anschließend von Sergej Nikolajewitsch Wasow trainiert. Sie debütierte international bei den Juniorinnenrennen der Sommerbiathlon-Weltmeisterschaften 2011 in Nové Město na Moravě, wo sie 17. des Sprints und Achte der Verfolgung wurde. 2012 folgten die ersten Rennen bei den Frauen im IBU-Cup. In Forni Avoltri wurde sie 50. eines Sprintrennens, im nächsten Rennen in Haute-Maurienne gewann sie als 17. schon erste Punkte. In Ridnaun schaffte es Surajewa als Neuntplatzierte eines Sprintrennens 2014 erstmals unter die besten Zehn. Im folgenden Sprint erreichte sie an selber Stelle als Achte ihre bislang beste Platzierung in der zweithöchsten internationalen Biathlon-Rennserie. Erster Höhepunkt wurden die Biathlon-Europameisterschaften 2014 in Nové Město na Moravě. Sie wurde im Einzel eingesetzt und belegte dort den 35. Platz.